# 586 Thekla
Thekla (asteroide 586) é um asteroide da cintura principal com um diâmetro de 82,37 quilómetros, a 2,849651 UA. Possui uma excentricidade de 0,0631169 e um período orbital de 1 937,54 dias (5,31 anos).
Thekla tem uma velocidade orbital média de 17,07810271 km/s e uma inclinação de 1,6228º.
Esse asteroide foi descoberto em 21 de fevereiro de 1906 por Max Wolf.